# Осямамбе
Осямамбе (яп. 長万部町 Осямамбэ-тё:) — посёлок в Японии, находящийся в уезде Ямакоси округа Осима губернаторства Хоккайдо. Площадь посёлка составляет 310,84 км², население — 6057 человек (30 июня 2014), плотность населения — 19,49 чел./км².

## Географическое положение
Посёлок расположен на острове Хоккайдо в губернаторстве Хоккайдо. С ним граничат посёлки Якумо, Имакане, Куромацунай, Тоёура и село Симамаки.

## Население
Население посёлка составляет 6057 человек (30 июня 2014), а плотность — 19,49 чел./км². Изменение численности населения с 1980 по 2005 годы:
| 1980 | 11 004 чел. |  |
| 1985 | 10 252 чел. |  |
| 1990 | 9127 чел.   |  |
| 1995 | 8807 чел.   |  |
| 2000 | 8032 чел.   |  |
| 2005 | 7003 чел.   |  |

## Символика
Деревом посёлка считается Pinus thunbergii, цветком — Iris sanguinea.

## Транспорт
- JR Hokkaido — Станция Осямамбе